# Thomas L. Harris

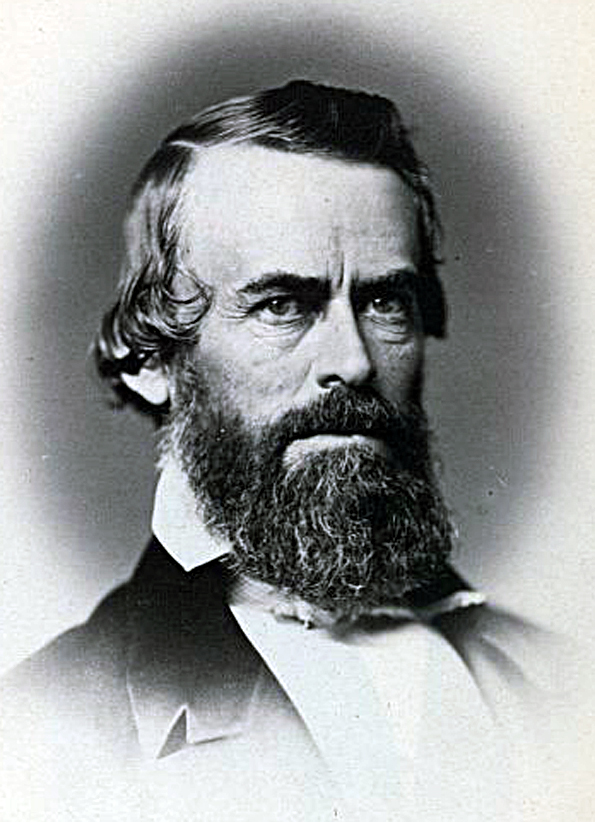
Thomas L. Harris

Thomas Langrell Harris (* 29. Oktober 1816 in Norwich, Connecticut; † 24. November 1858 in Springfield, Illinois) war ein US-amerikanischer Politiker. Zwischen 1849 und 1858 vertrat er zweimal den Bundesstaat Illinois im US-Repräsentantenhaus.

## Werdegang
Thomas Harris genoss eine gute Schulausbildung und studierte danach am Washington College, dem heutigen Trinity College, in Hartford. Nach einem anschließenden Jurastudium und seiner 1842 erfolgten Zulassung als Rechtsanwalt begann er in Petersburg (Illinois) in diesem Beruf zu arbeiten. Im Jahr 1845 wurde er Schulrat im dortigen Menard County. Während des Mexikanisch-Amerikanischen Krieges stellte er eine Kompanie auf, die er selbst kommandierte. Im Verlauf des Krieges stieg er bis zum Major auf. Für seine militärischen Verdienste wurde er vom Staat Illinois mit einer Tapferkeitsauszeichnung geehrt. Politisch war Harris Mitglied der Demokratischen Partei. Noch während seiner Militärzeit wurde er im Jahr 1846 in den Senat von Illinois gewählt.
Bei den Kongresswahlen des Jahres 1848 wurde Harris im siebten Wahlbezirk von Illinois in das US-Repräsentantenhaus in Washington, D.C. gewählt, wo er am 4. März 1849 die Nachfolge des späteren US-Präsidenten Abraham Lincoln antrat. Da er im Jahr 1850 nicht bestätigt wurde, konnte er bis zum 3. März 1851 zunächst nur eine Legislaturperiode im Kongress absolvieren. Diese war von den Diskussionen um die Frage der Sklaverei geprägt. Dabei war Harris en entschiedener Gegner der Ausweitung dieser Institution.
Im Jahr 1852 kandidierte Thomas Harris nicht für den Kongress. Zwei Jahre später wurde er jedoch im sechsten Distrikt seines Staates in das Repräsentantenhaus gewählt, wo er am 4. März 1855 Richard Yates ablöste. Nach einer Wiederwahl konnte er bis zu seinem Tod am 24. November 1858 im US-Repräsentantenhaus verbleiben. Von 1855 bis 1857 war er Vorsitzender des Ausschusses zur Kontrolle der Ausgaben des Marineministeriums. Seit 1857 leitete er den Wahlausschuss. Zum Zeitpunkt seines Todes war Harris bereits für eine weitere Legislaturperiode in den Kongress gewählt worden. Er starb an einer Malariaerkrankung.